# Fælledvej (København)
Fælledvej er en vej på Nørrebro i København, der går fra Nørrebrogade til Sankt Hans Torv. Gaden blev anlagt ved Københavns fælled, hvor byens kreaturer gik på græs. Gaden rummer i dag en række caféer samt Politihistorisk Museum.
Ved Fælledvej 4 er opsat en mindetavle for de svenskere, der blev dræbt under stormen på Nørre Vold den 11. februar 1659 under Københavns belejring.

## Historie
Den nuværende Fælledvej var oprindeligt en kort vej, der forbandt Nørrebrogade med blegdammene ved Blegdamsvej og en malkeplads for kreaturerne, der lå hvor Sankt Hans Torv nu ligger. Gaden blev bebygget med større bygninger, efter at demarkationslinjen blev rykket tilbage til Søerne i 1852.
21. oktober 1884 åbnede Fælledvej Politistation, også kendt som Station 6, med en samlet stab på 64 politifolk. Bygningen blev opført i historicistisk stil efter tegninger af Hans Jørgen Holm. Politistationens leder boede i den øverste etage, og på første sal kunne der bo 16 ugifte politifolk. Politistationen lukkede 25. maj 1977. Bygningen, der ligger i nr. 20, huser nu Politihistorisk Museum.
I juni 1922 lavede kunstnere Storm P. en billedfrise til restauranten Patricia i nr. 4, hvis bygning var blevet opført året før. Billedfrisen består af 20 tegninger med Storm P.'s populære tegneseriefigur Peter Vimmelskaft som den gennemgående figur. Bygningen blev ombygget til brug for Det danske skriftstøberi i 1930'erne, hvorefter billedfrisen gik i glemslen. Den blev imidlertid genopdaget, da firmaet flyttede ud i 1950. Bygningen med billedfrisen blev fredet i 1981.